# Acronicta benesignata
Acronicta benesignata là một loài bướm đêm trong họ Noctuidae.